# Toshio Akiyama
Toshio Akiyama (jap. 秋山 紀夫, Akiyama Toshio; * 26. März 1929 in Ōmiya (heute: Ōmiya-ku, Saitama), Präfektur Saitama, Japan) ist ein japanischer Komponist und Dirigent.
Er studierte an der Musashino Academia Musicae in Tokio, an der er 1963 graduierte sowie an der Tokyo National University of Fine Arts and Music. Danach unterrichtete er an der Sakuragi-Mittelschule in Ōmiya und dirigierte das dortige Blasorchester. Die Erfolge mit diesem Orchester beflügelten ihn 1973 und 1974 an der Eastman School of Music in Rochester, US-Bundesstaat New York, sowie an der University of Michigan in den USA seine Studien zu vervollständigen.
Er gilt als der führende Blasorchesterdirigent in Japan und ist ebenso in den USA als Gastdirigent sehr gefragt. Ferner betätigt er sich in Verbänden der Blasmusikbewegung. So war er von 1961 bis 1973 Vize-Präsident der Kantō Band Association und von 1973 bis 1983 Vize-Präsident der All Japan Band Association. Von 1993 bis 1997 bekleidete er das Amt des Präsidenten der Japanese Band Directors Association, deren Ehren-Präsident er seit 2003 ist. Von 1968 bis 1999 gehörte er dem Lehrkörper der Musashino Academia Musicae an. Von 1958 bis 2000 war er Chefdirigent des Sony Symphonic Wind Orchestra.
Derzeit bekleidet er noch folgende Ämter: ab 1983 Ehrenmitglied der American Bandmasters Association, ab 1995 Mitglied im Board of Directors der World Association for Symphonic Band and Ensembles, ab 1996 Ehren-Präsident der Asian Pacific Band Directors Association sowie ab 1999 Ehrenmitglied der All Japan Band Association.
Die ihm zugesprochenen Auszeichnungen und die Preise, welche er erhielt, sind recht zahlreich. Sein Œuvre ist nicht ganz so umfangreich. Dafür hat er sich umso mehr für die Etablierung, Verbreitung und musikalische Entwicklung der Blasorchester in Japan eingesetzt und wird in Fachkreisen als der Godfather der japanischen Blasmusikbewegung bezeichnet. Derzeit betätigt er sich musikalischer und kultureller Berater der Stadt Hamamatsu und ist Musikdirektor und künstlerischer Leiter der Omiya Wind Symphony, dem japanischen Partnerorchester des deutschen Auswahlorchesters Westfalen Winds.
Im Februar 2017 war er mit der Omiya Wind Symphony in Deutschland zu Besuch. Im Rahmen des internationalen Kulturaustauschs zwischen Deutschland und Japan, den Westfalen Winds 2015 mit Unterstützung des Goethe-Instituts und des Auswärtigen Amts initiierte, wird die Omiya Wind Symphony unter der Leitung von Toshio Akiyama zusammen mit seinem deutschen Partnerorchester Westfalen Winds im Düsseldorfer Raum gastieren.

## Werke

### Werke für Blasorchester
- 1959: Yorokobino Hinotameni
- 1963: Japanese Songs
- 1965: Saitama Kokutai-March
- 1968: Sports-March

### Bücher und Schriften
- Toshio Akiyama: Band Music Index 552 (Blasorchester Konzertführer). 1992.
- Toshio Akiyama: 125 Years of Band Activities in Japan. 1995. 7. WASBE-Konferenz in Hamamatsu, Japan.